# Landtagswahlkreis Minden-Lübbecke I
Der Landtagswahlkreis Minden-Lübbecke I ist ein Landtagswahlkreis im Kreis Minden-Lübbecke in Nordrhein-Westfalen. Er umfasst die Gemeinden Espelkamp, Hille, Hüllhorst, Lübbecke, Petershagen, Preußisch Oldendorf, Rahden und Stemwede, wobei Hille und Petershagen erst seit 2005 zum Wahlkreis gehören.
Bei der Landtagswahl 2022 bestätigten die Wählerinnen und Wähler die Abgeordnete Bianca Winkelmann von der CDU. Sie setzte sich mit 41,25 Prozent gegen ihren Mitbewerber Andreas Schröder von der SPD durch (32,29 Prozent) und zieht damit nach 2017 zum zweiten Mal als direkt gewählte Abgeordnete in den Landtag ein.

## Landtagswahl 2022
112.934 Personen waren wahlberechtigt. Davon gaben 62.091 Menschen ihre Stimme ab, dies entspricht einer Wahlbeteiligung von 54,98 %. Das Direktmandat konnte mit 41,25 Prozent erneut die Rahdenerin Bianca Winkelmann gewinnen. Benjamin Rauer, Direktkandidat von Bündnis 90/Die Grünen, zog über die Landesliste seiner Partei in den Landtag ein. Die bisherige FDP-Landtagsabgeordnete Daniela Beihl verpasste wiederum mit ihrem Listenplatz den Wiedereinzug in den Landtag.
| Direktkandidat    | Partei       | Erststimmen in % | Zweitstimmen in % |
| ----------------- | ------------ | ---------------- | ----------------- |
| Bianca Winkelmann | CDU          | 41,25            | 37,33             |
| Andreas Schröder  | SPD          | 32,29            | 29,91             |
| Benjamin Rauer    | GRÜNE        | 10,77            | 12,71             |
| Daniela Beihl     | FDP          | 5,14             | 5,92              |
| Matthias Groh     | AfD          | 7,21             | 7,41              |
| Martin Klee       | Freie Wähler | 1,76             | 1,04              |
| Dietrich Janzen   | Bündnis C    | 0,54             | -                 |
| Karsten Ebert     | Die Basis    | 1,04             | 0,96              |
| -                 | Sonstige     | –                | 4,74              |

Quelle:

## Landtagswahl 2017
114.317 Personen waren wahlberechtigt. Davon gaben 70.756 Menschen ihre Stimme ab, was einer Wahlbeteiligung von 61,89 % entspricht. Wahlkreisabgeordnete ist die CDU-Stadtverbands- und Fraktionsvorsitzende in der Stadt Rahden Bianca Winkelmann. Sie ist zum ersten Mal in den Landtag gewählt worden. Ihrem Vorgänger Ernst-Wilhelm Rahe reichte Listenplatz 18 auf der SPD-Landesliste nicht zum Wiedereinzug in das Parlament, doch durfte er im Mai 2019 nach dem Tod des Abgeordneten Guido van den Berg nachrücken. Die FDP-Kandidatin Daniela Beihl verpasste mit Platz 31 auf der Landesliste ihrer Partei zunächst ebenfalls den Einzug in den Landtag. sie rückte am 27. Juni 2019 für ihren Parteifreund Moritz Körner nach, der in das Europaparlament gewählt wurde.
| Direktkandidat     | Partei   | Erststimmen in % | Zweitstimmen in % |
| ------------------ | -------- | ---------------- | ----------------- |
| Ernst-Wilhelm Rahe | SPD      | 36,66            | 34,44             |
| Bianca Winkelmann  | CDU      | 43,51            | 36,51             |
| Benjamin Rauer     | GRÜNE    | 3,96             | 4,91              |
| Daniela Beihl      | FDP      | 6,08             | 10,10             |
| Karl-Heinz Detert  | PIRATEN  | 1,23             | 0,74              |
| Tanja Behring      | LINKE    | 3,37             | 3,45              |
| Jan Aussieker      | AfD      | 5,18             | 6,95              |
| -                  | Sonstige | –                | 2,88              |

Quelle:

## Landtagswahl 2012
Von 116.159 Wahlberechtigten gaben 65.458 (56,4 %) ihre Stimme ab. Gewinner des Wahlkreises ist 2012 zum ersten Mal Ernst-Wilhelm Rahe, der den seit 2000 den Wahlkreis vertretenden Friedhelm Ortgies ablöst. Ortgies ist aber durch die Landesliste der Partei abgesichert.
| Direktkandidat            | Partei   | Erststimmen in % | Zweitstimmen in % |
| ------------------------- | -------- | ---------------- | ----------------- |
| Friedhelm Ortgies1        | CDU      | 38,9             | 31,7              |
| Ernst-Wilhelm Rahe        | SPD      | 43,2             | 39,7              |
| Jürgen Friese             | GRÜNE    | 6,2              | 8,2               |
| Malte Rötz                | FDP      | 4,2              | 7,8               |
| Luzian Bernhard Junkereit | PIRATEN  | 7,5              | 7,2               |
| –                         | sonstige | –                | 5,5               |

Quelle:
1Zog über die Landesliste in den Landtag ein.

## Landtagswahl 2010
Wahlberechtigt waren 117.123 Einwohner. Wahltag zur Landtagswahl in Nordrhein-Westfalen 2010 war Sonntag, der 9. Mai 2010. Die Wahlbeteiligung betrug 55,7 Prozent.
| Direktkandidat       | Partei  | Erststimmen in % | Zweitstimmen in % |
| -------------------- | ------- | ---------------- | ----------------- |
| Friedhelm Ortgies    | CDU     | 42,1 %           | 38,2 %            |
| Ernst-Wilhelm Rahe   | SPD     | 41,0 %           | 37,7 %            |
| August-Wilhelm Meyer | GRÜNE   | 6,6 %            | 8,6 %             |
| Malte Rötz           | FDP     | 4,0 %            | 5,8 %             |
| Lutz Schmelzer       | LINKE   | 3,9 %            | 4,3 %             |
| Karl-Heinz Detert    | PIRATEN | 1,0 %            | 1,2 %             |
| Anita Schlüter       | pro NRW | 1,2 %            | 1,1 %             |
| Sonstige             | -       | 0,1 %            | 3,1 %             |

## Landtagswahl 2005
Wahlberechtigt waren 117.507 Einwohner.
| Direktkandidat        | Partei | Stimmen in % |
| --------------------- | ------ | ------------ |
| Karl-Heinz Haseloh    | SPD    | 35,3         |
| Friedhelm Ortgies     | CDU    | 50,3         |
| Elke Schmidt-Sawatzki | GRÜNE  | 4,0          |
| Andreas Eickmeier     | FDP    | 5,4          |
| Ulrich Manes          | REP    | 1,1          |
| Jürgen Sprick         | PBC    | 0,8          |
| Manfred Gutsche       | NPD    | 1,0          |
| Jaqueline Lauf        | ödp    | 0,3          |
| Hans-Joachim Garbisch | WASG   | 1,8          |

## Wahlkreissieger
| Jahr | Wahlkreisname         | Gebiet                                                                | Direktmandat            | Partei |
| ---- | --------------------- | --------------------------------------------------------------------- | ----------------------- | ------ |
| 1947 | 144 Lübbecke          | Landkreis Lübbecke                                                    | Hans Erich Stier        | CDU    |
| 1950 | 144 Lübbecke          | Landkreis Lübbecke                                                    | Fritz Schilling         | SPD    |
| 1954 | 144 Lübbecke          | Landkreis Lübbecke                                                    | Gustav Niermann         | CDU    |
| 1958 | 144 Lübbecke          | Landkreis Lübbecke                                                    | Gustav Niermann         | CDU    |
| 1962 | 144 Lübbecke          | Landkreis Lübbecke                                                    | Gustav Niermann         | CDU    |
| 1966 | 146 Lübbecke          | Landkreis Lübbecke                                                    | Gustav Niermann         | CDU    |
| 1970 | 146 Lübbecke          | Kreis Lübbecke                                                        | Gustav Niermann         | CDU    |
| 1975 | 145 Minden-Lübbecke I | ehemaliger Kreis Lübbecke                                             | Hans Dieter Morgenstern | CDU    |
| 1980 | 110 Minden-Lübbecke I | Espelkamp, Hüllhorst, Lübbecke, Preußisch Oldendorf, Rahden, Stemwede | Hans Dieter Morgenstern | CDU    |
| 1985 | 110 Minden-Lübbecke I | Espelkamp, Hüllhorst, Lübbecke, Preußisch Oldendorf, Rahden, Stemwede | Rolf Krumsiek           | SPD    |
| 1990 | 110 Minden-Lübbecke I | Espelkamp, Hüllhorst, Lübbecke, Preußisch Oldendorf, Rahden, Stemwede | Rolf Krumsiek           | SPD    |
| 1995 | 110 Minden-Lübbecke I | Espelkamp, Hüllhorst, Lübbecke, Preußisch Oldendorf, Rahden, Stemwede | Friedrich Schepsmeier   | SPD    |
| 2000 | 110 Minden-Lübbecke I | Espelkamp, Hüllhorst, Lübbecke, Preußisch Oldendorf, Rahden, Stemwede | Friedhelm Ortgies       | CDU    |
| 2005 | 88 Minden-Lübbecke I  | Espelkamp, Hüllhorst, Lübbecke, Preußisch Oldendorf, Rahden, Stemwede | Friedhelm Ortgies       | CDU    |
| 2010 | 88 Minden-Lübbecke I  | Espelkamp, Hüllhorst, Lübbecke, Preußisch Oldendorf, Rahden, Stemwede | Friedhelm Ortgies       | CDU    |
| 2012 | 88 Minden-Lübbecke I  | Espelkamp, Hüllhorst, Lübbecke, Preußisch Oldendorf, Rahden, Stemwede | Ernst-Wilhelm Rahe      | SPD    |
| 2017 | 88 Minden-Lübbecke I  | Espelkamp, Hüllhorst, Lübbecke, Preußisch Oldendorf, Rahden, Stemwede | Bianca Winkelmann       | CDU    |